# Karol Szałwiński
Karol Szałwiński, ros. Карл Шалвинский (ur. 27 stycznia 1869 we Włocławku, zm. 13 sierpnia 1906 w Zarzeczewie) – polski fotograf.

## Życiorys

### Rodzina
Był najmłodszym synem urzędnika Biura Naczelnika Powiatu we Włocławku Wincentego Onufrego Szałwińskiego (1835-1883) i Tekli Marcjanny z Puchalskich (1842-1910). Pochodził z rodziny szlacheckiej pieczętującej się herbem Szaława. Jego przodkowie od strony ojca byli młynarzami. Pracowali w młynie w Raciążku, następnie dzierżawili młyn z osadą w Kuczku. Na początku XIX wieku pradziadek Karola, Ignacy Szałwiński (ok. 1767-1831) wydzierżawił osadę młyńską Świech we Włocławku. Jego żona Katarzyna ze Świechowiczów (1774-1828) pochodziła z rodziny młynarzy osadzonych tu w XVI wieku, od których osada zawdzięcza swoją nazwę. W połowie wieku ich syn Jan Szałwiński (1794-1856) wykupił młyn z ziemią na własność. W 1876 r. synowie Jana, Teofil (1836-1910) i ww. Wincenty sprzedali majątek. Tekla Puchalska pochodziła z rodziny rzeźników.

### Fotograf
Był uczniem Bolesława Sztejnera. W latach 1887–1890 prowadził warsztat fotograficzny w Brześciu Litewskim.
W 1890 roku powrócił do rodzinnego Włocławka, gdzie założył pracownię pod nazwą Zakład Fotografii Artystycznej K. Szałwiński przy obecnej ul. 3 Maja 15, dawniej nazywanej Szeroką oraz Nową. Dom  należał do Tomasza Szwankowskiego (1814-1894), a po jego śmierci do jego syna Wiktoryna Szwankowskiego (1866-?). Jako pierwszy pracownię w tym miejscu otworzył w połowie XIX wieku Andrzej Eichenwald (1833-1890). Był to pierwszy zakład fotograficzny we Włocławku. On też zbudował na podwórzu kamienicy szklaną altanę do wykonywania zdjęć przy świetle dziennym. Najpóźniej w 1866 roku warsztat po nim przejął Wolf Majer Majorkiewicz (1828-1905). W 1890 r. atelier było własnością Marii z Rodziewiczów Dowmontt (1865-1953), która nabyła je dla swojego męża, fotografa Piotra Dowmontta (1863-1910). Dowmontt prowadził w tym czasie warsztat w Wiłkomierzu. Ponieważ jego przybycie do Włocławka opóźniało się, jego żona pozwoliła na zainstalowanie przy ul. 3 Maja 15 warsztatu Szałwińskiego. W 1897 r. Karol Szałwiński wykupił pracownię od Marii Dowmontt za sumę 5 tys. rubli. W umowie zawarto klauzulę, zgodnie z którą Piotr Dowmontt nie mógł otworzyć we Włocławku warsztatu pod własnym szyldem. Szałwiński interesował się przede wszystkim fotografią portretową, robił też zdjęcia na użytek pocztówek. 
Pracownikiem i uczniem Szałwińskiego był Władysław Dowmont (1879-1960). Dowmont i Szałwiński byli spowinowaceni. Jego żona, Feliksa z Szumańskich Dowmont była córką Marianny z Puchalskich Szumańskiej (1853-1894), przyrodniej siostry Tekli. Był także kuzynem ww. Piotra Dowmontta. Po śmierci właściciela w 1906 roku, wykupuje pracownię na własność. Ponieważ w tym czasie Piotr Dowmontt otworzył już swój zakład przy ul. Brzeskiej 13, Władysław nadal prowadzi swoje atelier pod szyldem K. Szałwiński, jednak fotografie sygnuje inicjałami WD. 

### Śmierć
Karol Szałwiński zginął w katastrofie na rzece Wiśle 13 sierpnia 1906 roku. Pogrzeb pięciu ofiar katastrofy miał uroczysty charakter. Ciała zmarłych wyprowadzono z nieistniejącej już przystani na rzece Wiśle. Następnie wieluset osobowy kondukt odprowadził ciała ofiar na Cmentarz Komunalny, gdzie spoczęli w zbiorowej mogile przy głównej alei w kwaterze 36/1/12. Pochowanym wystawiono istniejący do dziś pomnik, którym opiekuje się Włocławskie Towarzystwo Wioślarskie. W 1910 roku obok ofiar katastrofy spoczęła Tekla Szałwińska, matka Karola. Przy pomniku ofiar znajduje się także zabytkowy grób Kazimierza Łada, przeniesiony tu ze starego cmentarza przy Zielonym Rynku. Ofiarom poświęcono również żelazny krzyż w miejscu katastrofy, niezachowany do dziś. 

## Spuścizna
W 1991 r. Maria Irena Filipiak (1913-2007), córka Władysława Dowmonta sprzedała część zabytkowego wyposażenia warsztatu swojego ojca, a wcześniej Karola Szałwińskiego Muzeum Ziemi Kujawskiej i Dobrzyńskiej we Włocławku Obejmuje ono m.in. aparaty fotograficzne, negatywy, parawany, prasę do fotografii, krzesła, taborety, fotele i matrycę z napisem „K. Szałwiński”. Wyposażenie warsztatu jak i fotografie autorstwa Szałwińskiego i Dowmonta są eksponowane w Muzeum Historii Włocławka, gdzie utworzono z nich osobną ekspozycję pod tytułem Zakład fotograficzny z XIX/XX w. Cztery zdjęcia Szałwińskiego (dwa portrety i dwa pejzaże) znajdują się w zbiorach Biblioteki Narodowej w Warszawie. Jeden portret autorstwa Szałwińskiego znajduje się w dziale Kolekcji sztuki XX i XXI wieku zbiorów Muzeum Sztuki w Łodzi. W zbiorach Towarzystwa Opieki nad Zabytkami Przeszłości, obecnie Towarzystwa Opieki nad Zabytkami znajduje się zdjęcie krucyfiksu z Kościoła Wszystkich Świętych we Włocławku wykonane przez Szałwińskiego. Fotografie aut. Szałwińskiego i Dowmonta można zobaczyć także w zbiorach córki M.I. Filipiak, Danuty Anny Krełowskiej (ur. 1946), opublikowanych na łamach Biblioteki Kolekcji Prywatnych.
Szałwiński był jednym z artystów, którego fotografie zainspirowały historyka Andrzeja Winiarskiego do napisania wydanej w 2008 r. publikacji pt. Włocławek na starej fotografii.